# John Field (general)
John Field, avstralski general, * 10. april 1899, † 12. maj 1974.